# Future Games
Future Games är ett musikalbum av Fleetwood Mac. Det var gruppens femte studioalbum och lanserades i september 1971 på Reprise Records. Det var gruppens första album med gitarristen Bob Welch, som ersatte Jeremy Spencer. Albumet nådde kort listplacering i USA, och i Storbritannien listnoterades det inte alls. Det blev även ödet för flera av gruppens kommande album fram till 1975 års självbetitlade Fleetwood Mac. År 2000 hade albumet slutligen sålt guld i USA enligt RIAA.

## Låtlista
(kompositör inom parentes)
1. "Woman of 1000 Years" (Danny Kirwan) - 5:28
2. "Morning Rain" (Christine McVie) - 5:38
3. "What a Shame" (Bob Welch, Kirwan, C. McVie, John McVie, Mick Fleetwood) - 2:20
4. "Future Games" (Welch) - 8:18
5. "Sands of Time" (Kirwan) - 7:23
6. "Sometimes" (Kirwan) - 5:26
7. "Lay It All Down" (Welch) - 4:30
8. "Show Me a Smile" (C. McVie) - 3:21

## Listplaceringar
- Billboard 200, USA: #91[2]